# 1998年長野オリンピックのイギリス選手団
1998年長野オリンピックのイギリス選手団（1998ねんながのオリンピックのイギリスせんしゅだん）は、1998年2月7日から2月22日まで、日本の長野県長野市を中心とする地域を会場として開催された1998年長野オリンピックのイギリス選手団、およびその競技結果。

## 概要
今大会は金メダルと銀メダルともになく、銅メダル1個に留まった。
ボブスレー男子4人乗りでは、フランスチームと同タイム3位となり、今大会イギリス選手団唯一のメダルとなった銅メダルを獲得した。

## メダル
| メダル | 選手名                                                                          | 競技       | 種目        |
| ------ | ------------------------------------------------------------------------------- | ---------- | ----------- |
| 銅     | ショーン・オルソン ディーン・ウォード コートニー・ランボルト ポール・アトウッド | ボブスレー | 男子4人乗り |